# Josephs Quartzy
Josephs Quartzy (Musoma, 16 april 1999) is een Tanzaniaans acteur, zanger en auteur.

## Biografie
Hij is vooral bekend voor het spelen van 'Nhwale' in de romantische film Mr Local Man uit 2019 en voor zijn rol in een ITV-dramaserie uit 2021 JQ Knew That, die hij mede regisseerde. Hij is lid van het muzikale duo The Eastern Bandits. 
Quartzy is de presentator van BTN's talkshow The Real Past Show, die hij nu drie seizoenen presenteert.